# Uromyces lupini
Uromyces lupini ist eine Ständerpilzart aus der Ordnung der Rostpilze (Pucciniales). Der Pilz ist ein Endoparasit von Lupinen. Symptome des Befalls durch die Art sind Rostflecken und Pusteln auf den Blattoberflächen der Wirtspflanzen. Sie ist im westlichen Nordamerika verbreitet.

## Merkmale

### Makroskopische Merkmale
Uromyces lupini ist mit bloßem Auge nur anhand der auf der Oberfläche des Wirtes hervortretenden Sporenlager zu erkennen. Sie wachsen in Nestern, die als gelbliche bis braune Flecken und Pusteln auf den Blattoberflächen erscheinen.

### Mikroskopische Merkmale
Das Myzel von Uromyces lupini wächst wie bei allen Uromyces-Arten interzellulär und bildet Saugfäden, die in das Speichergewebe des Wirtes wachsen. Ihre Spermogonien wachsen oberseitig in kleinen Gruppen auf der Oberfläche der Wirtsblätter. Die blattunterseitig wachsenden Aecien der Art sind weiß und becherförmig. Ihre gelblichen bis braunen Aeciosporen sind 21–29 × 18–24 µm groß, kugelig bis breitellipsoid und warzig. Die beid- oder mehrheitlich blattunterseitig wachsenden Uredien des Pilzes sind gelbbraun. Die gelblichen Uredosporen sind 28–33 × 22–26 µm groß, ellipsoid bis breitellipsoid und stachelwarzig. Die beid- oder überwiegend blattunterseitig wachsenden Telien der Art sind schwarzbraun, kompakt und unbedeckt. Die kastanienbraunen Teliosporen sind einzellig, in der Regel eiförmig bis breitellipsoid, glatt und meist 30–36 × 21–28 µm groß. Ihre Stiele sind farblos und bis zu 80 µm lang.

## Verbreitung
Das bekannte Verbreitungsgebiet von Uromyces lupini umfasst den Westen Nordamerikas von British Columbia bis nach Zentralmexiko.

## Ökologie
Die Wirtspflanzen von Uromyces lupini sind verschiedene Lupinen (Lupinus spp.). Der Pilz ernährt sich von den im Speichergewebe der Pflanzen vorhandenen Nährstoffen, seine Sporenlager brechen später durch die Blattoberfläche und setzen Sporen frei. Die Art durchläuft einen makrozyklischen Entwicklungszyklus mit Spermogonien, Aecien, Telien und Uredien. Als autoöker Parasit macht sie keinen Wirtswechsel durch.